# Brittany in Abigail Hensel
Brittany "Britty" Lee Hensel in Abigail "Abby" Loraine Hensel, ameriški zraščeni dvojčici in televizijski osebnosti, * 7. marec 1990, Carver Country, Minnesota.

## Življenjepis
Abby in Britty sta se 7. marca 1990 rodili materi medicinski sestri Patty in očetu Mikeu Henselu, po poklicu tesarju. Imata mlajšega brata Dakoto (ki ga kličejo Koty) in sestro Morgan. Brittanyjina glava je bočno nagnjena navzven za kakih 15 stopinj, medtem ko je Abbyjina nagnjena za 5 stopinj. Zaradi tega Brittney izgleda nekoliko bolj nagnjena. Pri dvanajstih letih sta opravili operacijo, ki je razširila prsno votlino, kar naj bi preprečilo težave z dihanjem.
Vsaka od dvojčic lahko upravlja polovico njunega združenega telesa. Obe znata pisati (vsaka lahko opravlja z eno roko) in s skupnimi močmi lahko pri tipkanju na tipkovnico dosežeta normalno hitrost.

### Nastopi
Aprila 2006 sta se Abby in Britty pojavili v dokumentarnem filmu o zdravju, še prej, 8. in 12. aprila 1996 pa v Oprah showu. Leta 2006 sta se odpravili na počitnice v Teksas k družini, katere ena od zaraščenih dvojčic je umrla nekaj ur po porodu.

## Odraslost
Pri osemnajstih letih sta Abigail in Brittany s skupnimi močmi uspešno opravili vozniški izpit.
Leta 2008 sta diplomirali na visoki šoli, zdaj pa obiskujeta kolidž Bethel University v St. Paulu, Minnesota, ZDA.
Po pogovoru je jasno, da sta ločeni osebi z različnimi konjički in nadarjenostmi. Abigail je dobra pri matematiki, medtem ko gre Brittany pisanje bolje od rok. Po navadi jesta ločene obroke, vendar si včasih delita hrano (npr. obe zagrizeta v isti hamburger).

## Distribucija organov
Večina Abbyjinih in Brittinih skupnih organov se nahaja od popka navzdol. Njuna distribucija organov pa je taka:
2 glavi
2 popolnoma ločeni hrbtenjači
2 hrbtenici, ki jih povezujejo rebra, trtici sta zraščeni. 
2 roki (prvotno 3, vendar so tretjo roko odstranili) 
2 prsna koša
4 pljučna krila (srednji sta nekoliko zraščeni); tri 
pljučne votline  
2 srci s skupnim krvnim obtokom (prehrana, dihanje in zdravila vplivajo na obe) 
2 želodca
1 jetra, povečana, podolgovat desni reženj
tenko črevo v obliki črke Y 
1 veliko črevo z enim kolonom
2 levi ledvici, 1 desna ledvica
1 mehur
1 nekoliko razširjena medenica
2 nogi

## Filmografija
| Datum            | Naslov                                                                                     | Distributor               | Producent                                                   |
| ---------------- | ------------------------------------------------------------------------------------------ | ------------------------- | ----------------------------------------------------------- |
| 8. april 1996    | The Oprah Winfrey Show                                                                     | King World Productions    | Harpo Productions                                           |
| 27. marec 2003   | Joined for Life                                                                            | Discovery Channel         | Advanced Medical Productions, American Broadcasting Company |
| 17.december 2006 | Joined for Life: Abby and Brittany Turn 16                                                 | The Learning Channel      | Advanced Medical Productions                                |
| 19. februar 2007 | Extraordinary People: The Twins Who Share a Body Arhivirano 2007-09-29 na Wayback Machine. | Five (channel)\|Five (UK) | One North                                                   |